# Grm pri Podzemlju
Grm pri Podzemlju – wieś w Słowenii, w gminie Metlika. W 2018 roku liczyła 45 mieszkańców.